# 河内大和
河内 大和（こうち やまと、1978年12月3日 - ）は、日本の俳優。山口県出身。ジーガレージシェイクスピア道カンパニー「G.GARAGE///」を主宰するほか、芸能事務所「COME TRUE」に所属している。
主な出演作品は、テレビドラマ『VIVANT』、舞台『THE BEE』『ヘンリー五世』『リチャード三世』『マクベス』『ハムレット』。

## 人物・略歴
山口県岩国市出身。山口県立岩国高等学校卒業。雪国に住んでみたいと受験した北海道大学に不合格となり、後期日程の新潟大学工学部建設学科に合格し、入学と同時に新潟大学演劇研究部に入部。演劇に傾倒し、4年目に一年休学したうえで大学は中退した。
休学と同じくして新潟市に大型のホール・りゅーとぴあ（新潟市民芸術文化会館）が建立され、俳優養成の劇団も立ち上がり、そこでシェイクスピアの作品『夏の夜の夢』に出会う。
アルバイトで生活しながら、2000年、『リチャード三世』（東京公演）のケイツビー役で俳優デビュー。本格的に俳優活動を始める。
2004年より「りゅーとぴあ能楽堂シェイクスピアシリーズ」の立ち上げから参加し、『マクベス』や『ハムレット』など、シェイクスピア作品の主役を数多く演じる。27歳ごろに一度挫折して演劇から離れ実家に帰り、アルバイトや絵を描いて過ごしていたが、1年半後、再び新潟で俳優復帰。その後2010年より東京進出したものの、東京への引っ越し2日目に東日本大震災に遭遇している。
2013年には、「シェイクスピアの道の極みを追い求めたい」との思いから、シェイクスピアカンパニー「G.GARAGE///（ジーガレージシェイクスピア道カンパニー）」を立ち上げ、企画・演出も手がける。
2024年5月には、ルーマニアで2年に1度開催される「クライオヴァ国際シェイクスピアフェスティバル」にG.GARAGE///の作品『リチャード二世』が正式招聘され、世界から絶賛を博す。
2015年、彩の国シェイクスピア・シリーズ第31弾『ヴェローナの二紳士』（演出：蜷川幸雄）にてシューリオ役を演じ、以後、同シリーズでは2019年『ヘンリー五世』（演出：吉田鋼太郎）でフルエリン大尉、2020年『ヘンリー八世』（演出：同）でノーフォーク公爵を演じるなど出演を重ねる。また2021年には、演劇を始めた頃から憧れていた野田秀樹の舞台、NODA・MAP番外公演『THE BEE』のメインキャスト4人の中の1人に抜擢され、大きな反響を呼んだ。
2023年、TBSテレビ日曜劇場『VIVANT』でテレビドラマ初出演を果たす。同年、12月に芸能事務所「COME TRUE」に所属。

## 出演

### 舞台
- 『リチャード三世』（2000年、演出：栗田芳宏） - ケイツビー 役[2]
- 『ミュージカルハムレット』（2002年、演出：栗田芳宏） - レアティーズ、ギルデンスターン 役
- 能楽堂シェイクスピア・シリーズ『マクベス』（2004年、演出：栗田芳宏） - マクベス 役[11]
- カンパニーデラシネラ『ある女の家』（2008年、演出：小野寺修二） - ある男 役
- 能楽堂シェイクスピア・シリーズ『冬物語』（2008年、演出：栗田芳宏） - リオンティーズ 役[12]
- PARCO劇場『中国の不思議な役人』（2009年、演出：白井晃） - 犬男 役
- 能楽堂シェイクスピア・シリーズ『ハムレット』（2010年、演出：栗田芳宏） - ハムレット 役
- カンパニーデラシネラ『ロミオとジュリエット』（2011年、演出：小野寺修二） - マキューシオ 役
- カンパニーデラシネラ『カラマーゾフの兄弟』（2012年、演出：小野寺修二） - ドミートリィ 役
- NODAD・MAP『エッグ』（2012年、演出：野田秀樹） - タザワ 役
- 子供のためのシェイクスピア『ジュリアス・シーザー』（2013年、演出：山崎清介） - キャシアス 役
- 『三人姉妹』（2013年、演出：石丸さち子）-ヴェルシーニン 役
- NODA・MAP『MIWA』（2013年、演出：野田秀樹） - アメリカ人記者、追手 役
- カンパニーデラシネラ『ある女の家』（2014年、演出：小野寺修二） - ある男 役
- 新国立劇場『テンペスト』（2014年、演出：白井晃） - キャリバン 役
- 東京芸術劇場『フィガロの結婚』（2015年、演出：野田秀樹） - 助演 役
- KAAT『ペール・ギュント』（2015年、演出：白井晃） - ボタン作り、空 役
- 彩の国シェイクスピア・シリーズ『ヴェローナの二紳士』（2015年、演出：蜷川幸雄） - シューリオ 役
- 子供のためのシェイクスピア『オセロー』（2016年、演出：山崎清介 - オセロー 役
- 東京芸術劇場『リチャード三世』（2017年、演出：シルヴィウ・プルカレーテ） - ケイツビー 役[13]
- 彩の国シェイクスピア・シリーズ『アテネのタイモン』（2017年、演出：吉田鋼太郎） - ルシリアス 役
- KAAT『春のめざめ』（2017年、2019年、演出：白井晃） - 仮面の男 役
- 彩の国シェイクスピア・シリーズ『ヘンリー五世』（2019年、演出：吉田鋼太郎） - フルエリン大尉 役
- NODA・MAP『Q：A Night At The Kabuki』（2019年、演出：野田秀樹） - 源監市、薬売り 役
- 東京演劇道場『赤鬼』（2020年、演出：野田秀樹） - ミズカネ 役
- 東京芸術劇場『真夏の夜の夢』（2021年、演出：シルヴィウ・プルカレーテ） - 酒屋 役[14]
- 『ダム・ウェイター』（2021年、演出：大澤遊）-ベン 役
- 彩の国シェイクスピア・シリーズ『終わりよければすべてよし』（2021年、演出：吉田鋼太郎） - デュメイン兄 役[15]
- Team申『君子無朋』（2021年、演出：東憲司） - 厨師劉、王子インタン 役
- NODA・MAP『THE BEE』（2021年、演出：野田秀樹） - 百百山警部 役[9]
- G.GARAGE///『リチャード三世』（2022年、演出：河内大和） - グロスター公リチャード 役
- G.GARAGE///『OshiireHAMLET』（2022年、演出：河内大和） - ハムレット 役
- 劇団鹿殺し『ランボルギーニに乗って』（2022年、演出：菜月チョビ） - マイケル 役
- G.GARAGE///『リチャード二世』（2022年、演出：河内大和） - リチャード 役
- 彩の国シェイクスピア・シリーズ『ヘンリー八世』（2022年、演出：吉田鋼太郎） - ノーフォーク公爵 役[7]
- 『ケンジトシ』（2023年、演出：栗山民也） - コロス 役
- 『大正浪漫探偵譚—エデンの歌姫—』（2023年、演出：鈴木茉美） - 木崎茂 役[16]
- KAAT『アメリカの時計』（2023年、演出：長塚圭史） - ロバートソン 役[17]
- G.GARAGE///『ヘンリー四世』二部作（2023年、演出：河内大和） - フォルスタッフ 役[18]
- ミュージカル『ジョジョの奇妙な冒険 ファントムブラッド』（2024年、演出：長谷川寧、演出補：河内大和） - 切り裂きジャック、アーチャー警部 役[19]
- PARCO PRODUCE 2024 舞台『オーランド』（2024年、演出：栗山民也）[20]
- G.GARAGE/// 朝シェイクスピア90シリーズ『ジュリアス・シーザー』（2025年、演出：河内大和）[21]
- 彩の国シェイクスピア・シリーズ2nd Vol.2『マクベス』（2025年、演出：吉田鋼太郎） - バンクォー 役[22]

### 映画
- 短編『幕末陰陽師・花』（2021年、監督：谷口広樹） - 岩倉具視 役
- 8番出口（2025年8月29日公開予定、監督：川村元気） - 歩く男 役[23]

### テレビドラマ
- VIVANT（2023年、TBSテレビ）[24] - ワニズ 役
- 今日からヒットマン（2023年、テレビ朝日）- ナズ 役
- アンチヒーロー 第6話（2024年、TBSテレビ）- 上田基一 役[25][26]

### バラエティ番組
- 踊る!さんま御殿!!（2023年11月7日、日本テレビ）